# Hsichih

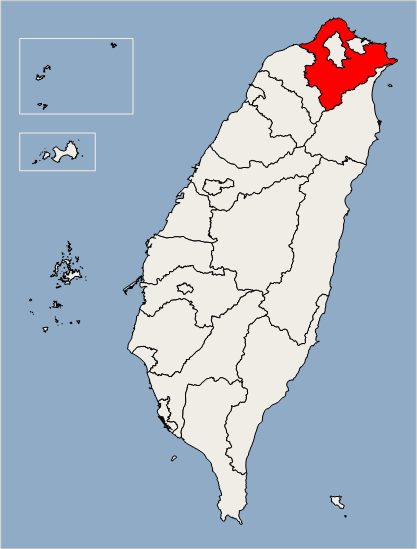
Ciudad de Nuevo Taipéi.

Hsichih (también Xizhi en chino tradicional: 汐止區) es un distrito en la ciudad de Nuevo Taipéi, en Taiwán (República de China). "Hsichih" significa literalmente "donde acaban las mareas" debido a que es el lugar donde se detiene la marea en el río Keelung. Se encuentra en el valle del río Keelung, entre la capital de la república, Taipéi y la ciudad de Keelung. A través de Hsichih pasa las autopistas 1 y 3 y la línea férreas del oeste.
- Superficie: 71,24 km²
- Población: 170.765 habitantes (2003)

La población creció con fuerza entre las décadas de los años 80 y los años 90 lo que la transformó en una ciudad dormitorio de la capital. Debido a las inundaciones del río Keelung en 2001 se construyó una presa.
En Hsichih se encuentra la sede de muchas compañías, algunas de ellas multinacionales, como, por ejemplo, Acer, Coiler y DFI.